# Úlfur Grímsson
Úlfur Grímsson (n. 848) fue un vikingo de Hålogaland, Noruega y colono de Borgarfiörður, Islandia donde fundó un asentamiento en Geitlandi. Era hijo de Grímur háleyski Þórisson.
Tuvo tres hijos, Hróaldur (n. 870), Kjárlakur (n. 872) y Hrólfur (n. 874), este último personaje de la saga Harðar ok Hólmverja, y padre de Halldóra (n. 944) que fue la primera esposa de Gizur el Blanco.
La historia de Úlfur es atípica y sorprendente en las sagas nórdicas. A edad avanzada descubre que es el padre de un joven que a su vez cree que es el hijo de su esposa fallecida y otro hombre.

## Herencia
Las sagas no mencionan el nombre de su esposa, pero si aparecen citados tres hijos:
- Hróaldur Úlfsson (n. 870)
- Kjárlakur Úlfsson (n. 872)
- Hrólfur auðgi Úlfsson (n. 874), apodado el rico (o el poderoso).